# 임성택 (1988년)
임성택(1988년 7월 19일 ~ )은 대한민국의 축구 선수이며 포지션은 공격수이다.

## 축구인 경력

### 선수 경력
대전중앙초등학교를 졸업하고 1년 간 브라질로 축구 유학을 다녀온 뒤 봉산중학교와 유성생명과학고등학교를 졸업하였다. 아주대학교 2학년에는 피로골절 부상을 입고 1년 간 재활에 매진하였다.
아주대학교를 졸업한 후 2011년 드래프트 5순위로 대구 FC에 입단하였으나 리그 데뷔전을 치르지 못하고 내셔널리그 충주 험멜로 이적하였다.
2012년 수원시청 축구단에 입단하였지만 프리시즌에 입은 발목 인대 부상으로 데뷔 시즌을 재활로 보냈다. 2013년 팀이 K리그 챌린지에 입성하며 프로 무대에 복귀하게 되었고 3월 16일 부천과의 리그 개막전에서 프로 데뷔전을 치렀다. 이후 주전으로 활약하였고, 특히 2015년 12월 5일 열린 부산 아이파크와의 K리그 승강 플레이오프 2차전에서 결승골을 넣으며 수원 FC의 K리그 클래식 2016으로의 승격을 이끌었다.
2015 시즌을 끝으로 군 복무를 위해 상주 상무에 입대하였다.
2018시즌을 앞두고 경주 한국수력원자력으로 이적했다.